# Coryphaenoides filicauda
Coryphaenoides filicauda es una especie de pez de la familia Macrouridae en el orden de los Gadiformes.

## Morfología
• Los machos pueden llegar alcanzar los 40 cm de longitud total.

## Hábitat
Es un pez de aguas profundas que vive entre 2.500-5.000 m de profundidad.

## Distribución geográfica
Se encuentra en la Argentina, Australia Nueva Zelanda y el Océano Antártico.